# Familia Unruochingilor
Familia Unruochingilor (în limba franceză Unrochides; în limba germană Unruochinger) a fost o familie de nobili franci stabiliți pe teritoriul Italiei. Numele provine de la primul membru remarcabil al familiei: Unruoch al II-lea de Friuli, consemnat la începutul secolului al IX-lea.
Membrii acestei familii au deținute diferite titluri în Italia de nord, inclusiv pe cele de margraf și duce de Friuli, demnități care atestă stăpânirea asupra mărcilor de răsărit ale Imperiului franc. Marca friulană a fost mult mai extinsă decât actuala provincie Friuli-Veneția Giulia, acoperind o bună parte din provincia Veneto, iar în răsărit ajungând până în zona Bresciei, în Lombardia. 
Cu toate acestea, posesiunile centrale ale familiei nu se aflau în Italia, ci în teritoriul actual al Franței, la nord de râul Sena și în sudul Belgiei. Centrul puterii sale se afla la Cysoing, în apropiere de Tournai.
Regele Berengar I al Italiei (d. 924) a făcut parte din această familie. El nu a avut moștenitori pe linie masculină însă descendenții fiicei sale, Gisela din căsătoria cu margraful Adalbert I de Ivrea (d.c. 975), incluzându-l pe fiul lor, Berengar al II-lea de Italia (d. 966), pe fiul acestuia, Adalbert de Ivrea și pe urmașul lui Adalbert, Otto-Guillaume de Burgundia (d. 1026), sunt considerați Unruochingi.
Alți membri notabili ai familiei au fost:
- Berengar cel Înțelept (d. 835)
- Eberhard de Friuli (d. 866)
- Unruoch al III-lea de Friuli (d.c. 874)